# Cyclone Gamède
Gamède est un cyclone tropical qui fut en activité dans le Sud-Ouest de l'océan Indien à la fin du mois de février 2007. Il fut le plus destructeur des quatre années précédentes pour les Mascareignes.

## À La Réunion

### Le 23 février 2007
La vigilance cyclonique est déclenchée le vendredi 23 février 2007 à 11 h heure locale. Le système crée d'ores et déjà des vents forts dans certains secteurs de ce département d'outre-mer et une forte houle autour de ses côtes.
Quelques heures plus tard, en début de soirée, le préfet Pierre-Henry Maccioni décide du passage à l'alerte orange le lendemain à 8h00 du matin. La décision est prise compte tenu du rapprochement du cyclone, qui se situe alors à 650 kilomètres au nord-est de La Réunion et se déplace vers l'ouest sud-ouest à 24 kilomètres par heure. À ce stade, on estime que Gamède passera au plus près de l'île dans la nuit de samedi à dimanche et à une distance d'environ 250 kilomètres. On pense qu'il sera alors classifié comme étant un cyclone tropical intense.
D'ici là, un renforcement des vents est attendu au cours de la nuit : 100 km/h en rafales sur le littoral et 120 à 140 km/h dans les Hauts. Quelques pluies doivent arriver par l'est puis de fortes précipitations doivent leur succéder durant le milieu de la journée de samedi.
En attendant, une forte houle continue d'accompagner le phénomène. Les creux sont de un à deux mètres et on s'attend à ce que cette amplitude s'accentue pour atteindre cinq mètres dans la journée de dimanche.

### Le 24 février 2007

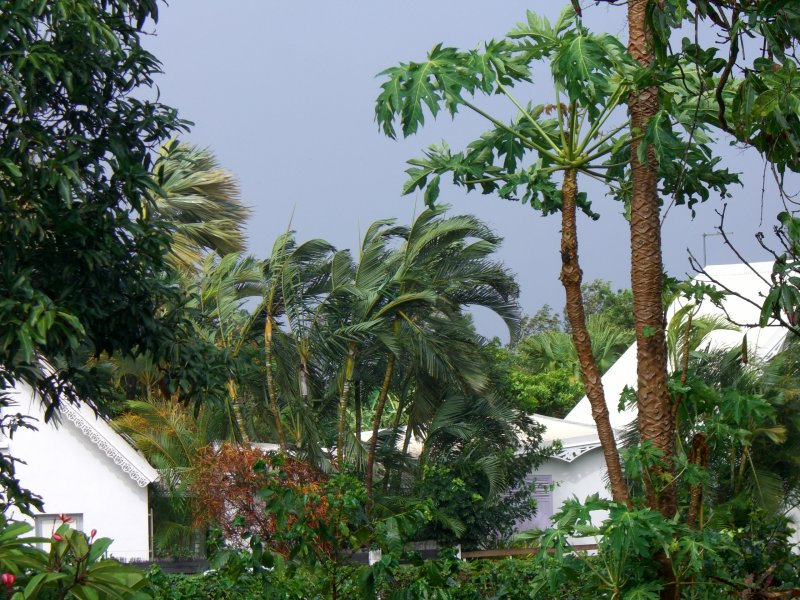
Le 24 février 2007-, à du matin, les vents soufflent à une vitesse de 70 à 100 kilomètres par heure dans le sud de l'île.

Le samedi 24 février, à midi, le préfet tient une réunion avec les principaux services de l'État concernés par le cyclone. Il constate leur disponibilité et note qu'aucun dégât important aux personnes et aux biens n'a été recensé jusque-là. Néanmoins, plusieurs coupures d'électricité sont signalées.
On observe alors des vents forts avec des rafales d'environ 100 kilomètres par heure sur les côtes et de 130 à 150 kilomètres par heure dans les hauteurs. Une forte houle affecte la route du Littoral. L'anticipation d'un passage de l'œil à 250 kilomètres des côtes est maintenue.
Un arrêté portant interdiction exceptionnelle de la circulation piétonne en bord de mer dans l'arrondissement nord est pris quelques heures plus tard. Il prend effet à compter de 18 h sur la bande littorale du domaine public maritime, les plages et les zones à proximité immédiate des rivières et des canaux des communes de Saint-Denis, Sainte-Marie et Sainte-Suzanne.
Peu après 19 h, le même jour, il est décidé de passer à l'alerte rouge à 21 h. Des vents cycloniques de 200 kilomètres par heure sont attendus alors que l'on estime que le cyclone devrait finalement passer à moins de 200 kilomètres des côtes.
Dans la nuit, les précipitations atteignent 341 mm à la Plaine des Cafres, 425 mm à Salazie et 1 065 mm au piton de la Fournaise. On mesure par ailleurs une houle de 4,5 à 8,5 mètres de haut. Enfin, le vent souffle à près de 130 kilomètres par heure (126 en pointe) à (Saint-Pierre, 140 à Gillot, 167 au Pas de Bellecombe et 205 au Colorado. Enfin les pressions minimales relevées lors du passage du système sont inférieures à 990 millibars dans le Nord et dans le Sud de l'île, ce qui reflète l'extension du système, en particulier, l'extension des vents forts, soufflant à force 9 Beaufort à plus de 200 km du centre de Gamède.

### Le 25 février 2007
La journée est marquée par l'effondrement d'un grand pont sur la Rivière Saint-Étienne. L'événement survient aux alentours de 7 h 30 peu de temps après que l'ouvrage a été emprunté par des véhicules de secours et alors que les conditions météorologiques ne sont pas exceptionnellement graves. Les premières constatations faites dans la journée indiquent que c'est le poids de la crue sur l'une des piles qui a entraîné la destruction de l'ouvrage. Celui-ci était jusqu'alors emprunté par la route nationale 1, le principal axe de communication du Sud avec l'Ouest et le Nord de l'île. A priori, le trafic entre Saint-Louis et Saint-Pierre ne peut être reporté sur le pont parallèle situé en amont. Habituellement dévolu au trafic dans le sens inverse, celui-ci serait également fragilisé.
À 9 h, la préfecture estime que le cyclone est passé au plus près de La Réunion 2 h 30 plus tôt, et à environ 200 km des côtes. Elle constate par ailleurs qu'il s'éloigne vers l'ouest mais estime que sa trajectoire pourrait s'incliner vers le sud dans la deuxième moitié de la matinée. Elle note aussi que le système est en légère perte d'intensité mais que la force des vents reste importante avec des rafales de 120 kilomètres par heure au nord-ouest de l'île et dans les plaines. Les services de l'État annoncent de nouvelles pluies torrentielles dans Les Hauts.
À ce stade, on déplore un blessé grave et huit blessés légers. 180 personnes sont hébergées dans les centres communaux. Quarante mille foyers sont privés d'électricité, 15 000 du téléphone fixe et plusieurs milliers n'ont plus d'eau courante. 23,8 % des relais de téléphonie mobile sont détériorés, Orange étant plus lésé que SFR. De fait, seize radiers sont submergés, une zone est inondée et quatre glissements de terrain ont été enregistrés.

### Le 26 février 2007
Ce lundi est marqué par la levée de l'alerte cyclonique rouge à 6 h locales (3 h à Paris) et La Réunion passe donc en état de « prudence » et de « surveillance ». Mais bien que la trajectoire de Gamède soit stationnaire, à environ 370 km des côtes réunionnaises, la préfecture n'exclut pas de déclencher à nouveau l'alerte rouge dans les heures à venir. Le cyclone faiblit mais il peut très bien s'intensifier à nouveau ultérieurement.
Cent mille foyers sont toujours privés d’électricité (dans la journée, 60 000 d'entre eux la retrouvent brièvement), 100 000 sont privés d’eau et 40 000 sont privés de téléphone. Les établissements scolaires restent fermés mais certains concours ont lieu malgré les conditions. Les routes sont rouvertes mais la circulation est difficile et les inondations et les obstacles jonchant les routes exigent la prudence de la part des habitants. 
L'aéroport principal de l'île, l'aéroport de Gillot près de Saint-Denis, a été rouvert au trafic et attend l'arrivée de six avions en provenance de la métropole. François Baroin, ministre de l'Outre-Mer a demandé l’état de catastrophe naturelle pour l’île et prévoit de se rendre à La Réunion très prochainement afin d'évaluer les dégâts. 
Madagascar devient également victime de Gamède. La côte est du pays est frappée par un très forte houle et de forts vents allant de 120 à 140 km/h et atteignant parfois 160 km/h sur les endroits les plus exposés. Aucune victime n'est signalée mais les moyens de communications de la zone sont fortement endommagés.
Quant au problème du pont de la rivière Saint-Étienne où circulaient près de 50 000 véhicules chaque jour, il est prévu de placer un pont métallique de l'armée après la décrue afin de dépanner le Sud de la perte de son pont. La DDE estime qu'entre un et deux ans seront nécessaires à la reconstruction d'un pont à cet endroit stratégique reliant Saint-Louis à Saint-Pierre.

### Le 27 février 2007
À 7 h locales ce mardi matin, la préfecture replace La Réunion en alerte orange car la menace de Gamède persiste. En effet, après avoir fait presque uniquement du surplace pendant deux jours à 300 km des côtes nord-ouest, Gamède repart vers le sud puis vers le sud-sud-ouest avec une vitesse de progression de 14 km/h, se rapprochant ainsi de la côte nord-ouest de La Réunion. Les météorologistes pensent que le cyclone va ensuite se diriger parallèlement aux côtes malgaches.  

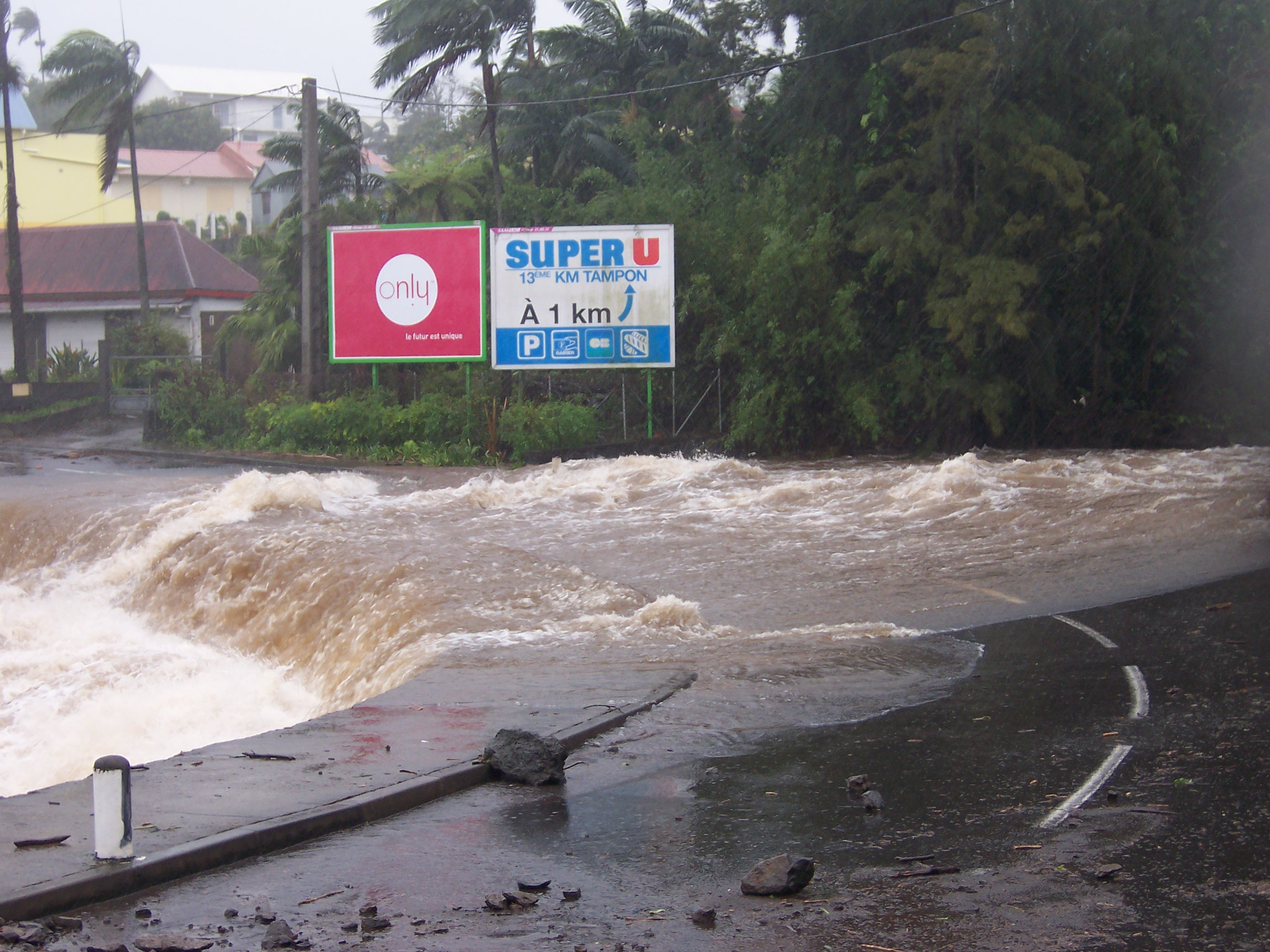
Au cours de la journée du 27 février 2007-, la pluie provoque la submersion de la plupart des radiers de l'île (ici par la Ravine blanche sur la RN 3 au Tampon).

Alors que l'Est panse ses plaies à la suite du passage du cyclone, l'Ouest pourtant assez épargné jusqu'alors est atteint par de très fortes pluies sur toute la zone pendant toute la matinée. La houle est très importante depuis le début de la journée : la houle cyclonique atteint entre 5 et 7 mètres et même jusqu’à 9 mètres. Les plages de l'Ouest subissent les assauts des énormes vagues comme à Saint-Gilles-les-Bains dans la commune de Saint-Paul, où les vagues et la crue de la ravine de Saint-Gilles ont rongé la plage des Roches Noires pour ne laisser qu'un amas de sable qui continue de se répandre dans une mer de plus en plus sombre.
Les rafales de vent se renforcent de manière importante et atteignent 150 km/h sur le littoral et 200 km/h sur les hauteurs.
Les chutes d'arbres et de branches additionnées aux inondations rendent la circulation extrêmement difficile. De plus, à l'annonce de l'alerte orange, les Réunionnais se sont précipités dans les commerces et dans les centres commerciaux pour refaire des provisions en prévision du retour éventuel de Gamède qui tarde à quitter les Mascareignes.
François Baroin est arrivé dans la matinée vers 11 h 30 avec deux heures de retard sur son vol. Il évalue les dégâts causés par le premier passage de Gamède et participe à la gestion de la crise qui suit le second passage du cyclone.

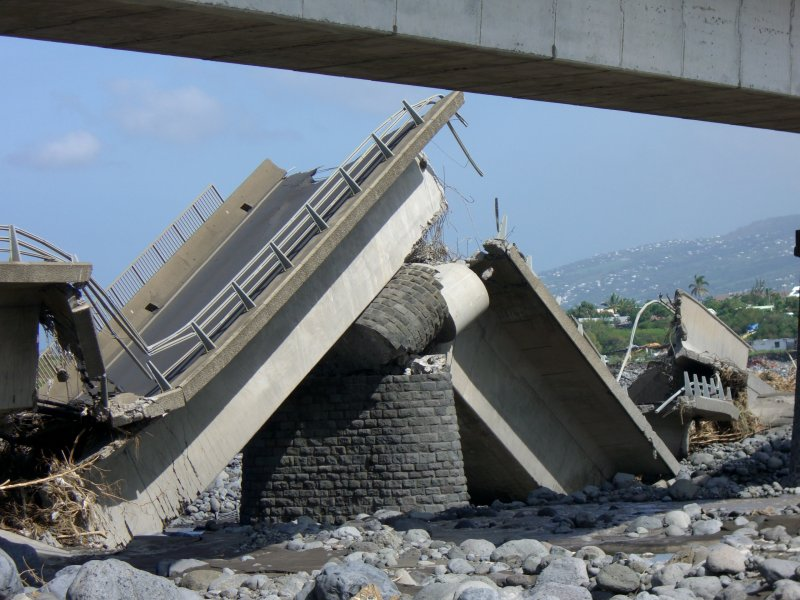
Pont de la rivière Saint-Étienne après le passage de Gamède.

Plusieurs centaines d'habitants de l'île ont trouvé refuge dans les postes de crise de chaque commune. On prévoit de faire évacuer un village situé près du chef-lieu à la suite de la montée des eaux.
Le Sud est coupé du reste de l'île en raison de l'effondrement du pont de la rivière Saint-Étienne et de la fermeture des routes à radiers, l'Ouest lui-même est scindé en deux par la fermeture des ponts de la rivière des Galets, et il est isolé au nord par la fermeture des routes du littoral et de la montagne, et au sud par la destruction du pont. De nombreuses voies de communication sont rompues et plusieurs dizaines de milliers de foyers sont encore privés d'eau, d'électricité et/ou de téléphone.
On déplore la disparition d'une conductrice du Tampon dont la voiture a été emportée lorsqu'elle tentait imprudemment de traverser un radier pourtant inondé. Les secours ont tenté de la sauver en luttant contre les flots, en vain. C'est la première victime de Gamède.
La préfecture prévoit d'enclencher l'alerte cyclonique rouge à 18 h locales (15 h en métropole). Les Réunionnais sont ainsi dans l'interdiction totale de circuler sous peine d'amende.

### Le 28 février 2007
Le cyclone se déplace vers le sud le long de la côte est de Madagascar, s’éloignant des Mascareignes.